# Arys (jezero)
Arys (rusky Арыс) je hořkoslané jezero v západní části Hladové stepi 140 km severovýchodně od města Kyzyl-Orda v Kyzylordské oblasti Kazachstánu. Má rozlohu 146 km².

## Vodní režim
Zdrojem vody jsou prameny, které vyvěrají na břehu a na dně jezera.

## Historie

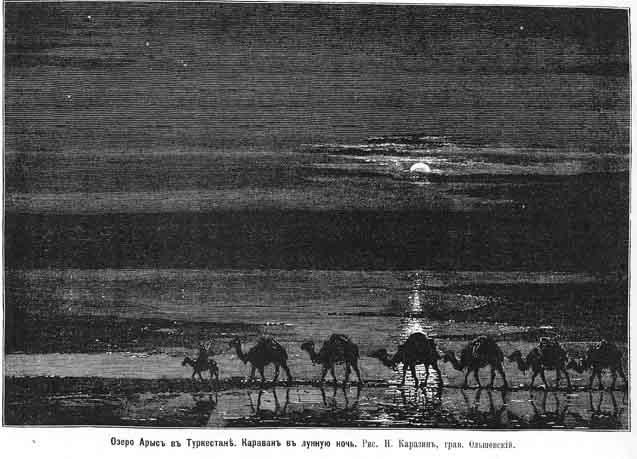
Karavana překračující jezero Arys v noci 1874

Přes jezero Arys vedla karavanní stezka z Taškentu do Troicka. Od konce 19. století se jezero v létě rozpadalo na skupinu menších jezer, od roku 1968 jezero v létě zcela vysychá.